# Naucrates ductor
O peixe-piloto (Naucrates ductor) é um peixe cosmopolita e pelágico, perciforme, da família dos carangídeos. Chega a medir até 70 centímetros de comprimento, com corpo alongado com oito faixas verticais negras, cabeça pontuda e boca pequena. Possui esse nome pois a espécie tem o hábito de acompanhar tubarões, outros grandes peixes, barcos e até objetos flutuantes. Também é conhecido pelos nomes de piloto, remeiro, Aiichiro Nitori e romeiro. Vive em águas quentes e profundas do mundo inteiro. Tem o costume de guiar[carece de fontes?] tubarões e outros carnívoros até suas presas para, depois, se aproveitar dos restos destas.
A autoridade científica da espécie é Linnaeus, tendo sido descrita no ano de 1758.

## Portugal
Encontra-se presente em Portugal, onde é uma espécie nativa.
Os seus nomes comuns são peixe-piloto, peixe-piolho, piloto ou romeiro.

## Descrição
Trata-se de uma espécie marinha. Atinge os 34 cm de comprimento à furca , com base de indivíduos de sexo indeterminado.